# Quiet city (Copland)
Quiet City est une composition pour trompette, cor anglais et orchestre à cordes d'Aaron Copland.

## Histoire
En 1939, Aaron Copland écrit une musique de scène pour la pièce de théâtre Quiet City (en) d'Irwin Shaw. Il a ensuite travaillé à créer un nouvel arrangement d'une durée de dix minutes conçu pour être jouée indépendamment de la pièce de théâtre en exploitant les idées musicales initiales et une instrumentation symphonique avec trompette et cor anglais. La nouvelle composition a été créée le 28 janvier 1941 par le chef d'orchestre Daniel Saidenberg et son orchestre Saidenberg Little Symphony à New York.
La partition originale de la pièce était composée pour trompette, saxophone alto, clarinette soprano en si  (doublant la clarinette basse) et piano.
Selon Copland, la pièce était « une tentative de refléter le personnage principal troublé de la pièce d'Irwin Shaw » qui avait abandonné sa judéité et ses aspirations poétiques pour poursuivre le succès matériel en anglicisant son nom, en épousant une riche mondaine et en devenant le président d'un grand magasin. L'homme, cependant, était continuellement rappelé à sa conscience par le son obsédant de la trompette de son frère. Poursuivant cette évaluation dans sa propre autobiographie, Copland a observé que  « Quiet City semble être devenue une entité musicale, supplantant les raisons initiales de sa composition »[réf. nécessaire], et qu'elle doit une grande partie de son succès au fait qu'elle échappe aux détails de son contexte dramatique.